# 馬格氏跳彈䲁
馬格氏跳彈䲁（學名：Alticus magnusi），又稱馬格氏高冠䲁，為輻鰭魚綱鳚形目䲁科跳彈䲁屬的一種，分布於西印度洋紅海、沙烏地阿拉伯及埃及海域，深度可達30公尺，在受到驚擾時從其棲息的洞穴中跳躍，體長可達11公分，棲息在沿海潮間帶礁石淺水域，可離開水面在陸地上活動，通常躲在洞穴，以藻類為食，雌魚產附著性卵，雄魚有護卵行為。